# RASL10B
RASL10B (англ. RAS like family 10 member B) – білок, який кодується однойменним геном, розташованим у людей на 17-й хромосомі. Довжина поліпептидного ланцюга білка становить 203 амінокислот, а молекулярна маса — 23 229.
| 10         |  | 20         |  | 30         |  | 40         |  | 50         |
| ---------- |  | ---------- |  | ---------- |  | ---------- |  | ---------- |
| MVSTYRVAVL |  | GARGVGKSAI |  | VRQFLYNEFS |  | EVCVPTTARR |  | LYLPAVVMNG |
| HVHDLQILDF |  | PPISAFPVNT |  | LQEWADTCCR |  | GLRSVHAYIL |  | VYDICCFDSF |
| EYVKTIRQQI |  | LETRVIGTSE |  | TPIIIVGNKR |  | DLQRGRVIPR |  | WNVSHLVRKT |
| WKCGYVECSA |  | KYNWHILLLF |  | SELLKSVGCA |  | RCKHVHAALR |  | FQGALRRNRC |
| AIM        |  |            |  |            |  |            |  |            |

A: Аланін

C: Цистеїн

D: Аспарагінова кислота

E: Глутамінова кислота

F: Фенілаланін

G: Гліцин

H: Гістидин

I: Ізолейцин

K: Лізин

L: Лейцин

M: Метіонін

N: Аспарагін

P: Пролін

Q: Глутамін

R: Аргінін

S: Серин

T: Треонін

V: Валін

W: Триптофан

Кодований геном білок за функцією належить до ліпопротеїнів. 
Задіяний у такому біологічному процесі, як метилювання. 
Білок має сайт для зв'язування з нуклеотидами, ГТФ. 
Локалізований у клітинній мембрані, мембрані.